# 马蒂亚斯·萨尔达里亚加
马蒂亚斯·萨尔达里亚加（西班牙語：Matias Zaldarriaga，1971年2月20日—），男，阿根廷宇宙学家。因关于宇宙微波背景（CMB）的工作而知名。他和乌罗什·塞利亚克一起开发了CMBFAST代码，这是第一个计算CMB各向异性的高效方法。

## 生平
萨尔达里亚加出生于布宜诺斯艾利斯的Coghlan社区。现在在美国新泽西州普林斯顿高等研究院工作。 

## 奖项
- 美国天文学会海伦·B·华纳天文学奖（2003年）
- 欧洲物理学会的Gribov奖章（2005年）
- 麦克阿瑟奖（2006年）[1]